# دیرفیلد، نیوجرسی
دیرفیلد (به انگلیسی: Deerfield Township) شهری در ایالت نیوجرسی کشور ایالات متحده آمریکا است که جمعیت آن در سرشماری سال ۲۰۱۰ میلادی، ۳٬۱۱۹ نفر بوده‌است.